# Multipel endokrin neoplasi
Multiple endokrine neoplasier (MEN) er en række syndromer, som skyldes svulster i hormonproducerende kirtler. Dette ledsages ofte af forøget produktion af et eller flere hormoner. De fleste af MEN-syndromerne er autosomalt dominant arvelige og rammer således både kvinder og mænd. Svulsterne kan i visse tilfælde være ondartede (maligne). De forskellige MEN-syndromer fremgår af indholdsfortegnelsen på denne side.

## MEN-1
Årsagen til MEN-1 er mutation i MENIN-genet, som er involveret i celledelingen i nogle organer (et såkalt tumorsuppressorgen).
Arvegangen ved MEN-1 er autosomal dominant. 
Symptomerne  ved MEN-1 forårsages af svulster i biskjoldbruskkirtlerne, hypofysen og bugspytkirtlen. Disse udvikles langsomt og i forskellig alder. De fleste patienter vil inden 20-30-års alderen have svulster i biskjoldbruskkirtlerne, . Svulsterne kan være hormonproducerende og således give anledning til forhøjet niveau af f.eks. parathyroideahormon, prolaktin, væktsthormon, insulin og gastrin. Svulsterne kan også være uden hormon-produktion. Endelig er der en vis risiko for, at svulster i bugspytkirtlen kan blive maligne.
Behandlingen ved MEN-1 kan være kirurgisk med fjernelse af en eller flere svulster. Desuden kan medicinsk behandling i visse tilfælde reducere hormonproduktionen (f.eks. gastrin). Endelig kan kemoterapi og strålebehandling komme på tale i tilfælde med maligne tumorer.

## MEN-2
Årsagen til MEN-2 er mutationer i RET-genet, som har betydning for celledelingen i nogle organger (et onkogen).
Arvegangen ved MEN-2 er autosomal dominant, dvs. sygdommen rammer både mænd og kvinder.
Symptomerne ved MEN-2a forårsages af svulster i skoldbruskkirtlen, biskjoldbruskkirtlerne, og binyrerne. Symptomerne og dermed behandlingen varierer lidt mellem de forskellige undertyper af MEN-2 (se nedenfor).

### MEN-2a
De fleste patienter vil inden 20-30-års alderen have svulster i skjoldbruskkirtlerne. Svulsterne er hormonproducerende og giver således anledning til forhøjet niveau af f.eks. parathormon, adrenalin og calcitonin. Endelig er svulsterne i skjodbruskkirtlen oftest maligne (medullær thyreoidea-cancer). Behandlingen ved MEN-2a vil oftest kirurgisk med fjernelse af den eller de syge kirtler. Desuden kan medicinsk behandling i visse tilfælde reducere hormonproduktionen (f.eks. adrenalin) i en periode f.eks. før operation. Endelig kan kemoterapi og strålebehandling komme på tale i tilfælde med maligne tumorer.

### MEN-2b
De fleste patienter vil inden puberteten have svulster i skjoldbruskkirtlerne. Svulsterne er hormonproducerende og giver således anledning til forhøjet niveau af f.eks. parathormon, adrenalin og calcitonin. Endelig er svulsterne i skjodbruskkirtlen oftest maligne (medullær thyreoidea-cancer). 
Behandlingen ved MEN-2n vil oftest kirurgisk med fjernelse af den eller de syge kirtler. Desuden kan medicinsk behandling i visse tilfælde reducere hormonproduktionen (f.eks. adrenalin) i en periode f.eks. før operation. Endelig kan kemoterapi og strålebehandling komme på tale i tilfælde med maligne tumorer.

### Familiær isoleret medullær thyreoidea-cancer (FMTC)
De fleste patienter vil inden 20-30-års alderen udvikle svulster i skjoldbruskkirtlerne, som er hormonproducerende (calcitonin) og maligne (medullær thyreoidea-cancer). 
Behandlingen vil oftest være kirurgisk med fjernelse af skjoldbruskkirtlen. Endelig kan kemoterapi og strålebehandling komme på tale.

## von Hippel Lindau's syndrom
Årsagen til von Hippel Lindau's syndrom er i de fleste (men ikke alle) tilfælde mutation i vHL-genet.
Arvegangen er autosomalt dominant arvelig. 
Symptomerne omfatter ofte misdannelser i blodkarrene i lillehjernen. Endvidere kan svulster i binyrerne medføre øget produktion af adrenalin eller noradrenalin.

## Carney Kompleks
Carney kompleks er en meget sjælden autosomalt dominant sygdom pigmentering af huden, evt. øget hormonproduktion og evt. svulster i hjertet. Syndromet skyldes en mutation i protein-kinase-A-genet.

## McCune-Albright syndrom
McCune-Albright syndrom skyldes en mutation i GNAS1 genet. Kun en del af cellerne bærer mutationen (mosaik). Sygdommen medfører således pletvise forandringer i en eller flere knogler (fibrøs dysplasi), og varierende pigmentforandringer i huden (café-au-lait-pletter), og evt. forøget produktion af et eller flere hormoner.